# Lista de membros de Kingdom Heirs
Esta é a lista de Integrantes e Formações do grupo vocal cristão Kingdom Heirs. Ao todo, 30 cantores e 20 músicos passaram pelo grupo, divididos em 37 formações. O contrabaixista Kreis French é o integrante que está há mais tempo com o grupo, desde 1982, completando 39 anos ininterruptos. Patty Wilson, a única mulher a integrar o grupo, permaneceu por apenas dois meses em 1971, sendo a integrante que permaneceu por menos tempo no grupo. A formação com Patty foi a mais curta, enquanto a 37ª formação foi a mais longa, com seis anos (2016-2021) sem nenhuma alteração.

## Integrantes

### Integrantes Atuais
- 1º tenor - Jacob Ellison (2021-Presente)[2]
- 2º tenor - Arthur Rice (1995-Presente)[3][4][5]
- Barítono - Loren Harris (2016-Presente)[5]
- Baixo - Jeff Chapman (2002-Presente)[4]
- Pianista - Andy Stringfield (2007-Presente)[4]
- Contrabaixista - Kreis French (1981-Presente)[6][3][4][5]
- Baterista - Dennis Murphy (1990-Presente)[3][4][5]

### Ex-Integrantes
Contralto
- Patty Wilson (1971)[7]

1º Tenor
- Jim Bluford (1971-1974)[7]
- Johnny Trott (1974-1975)[7]
- Mark Nipper (1975)[7]
- Buddy Mulkey (1975-1982)[7][6]

- Wayne Mitchell (1982-1987)[6]
- Rick Strickland (1987-1992)[6][3]
- David Walker (1993-1994)[3]
- David Sutton (1994-2002)[3][4]
- Jodi Hosterman (2002-2005)[4]
- Billy Hodges (2005-2011)[4][5]
- Jerry Martin (2011-2021)[5][2]

2º Tenor
- Gene McKinney (1971-1982)[7][6]

- David McGill (1982-1989)[6]
- Clayton Inman (1989-1994)[6][3]
- Steve Lacey (1994-1995)[3]

Barítono
- Mike Shuemaker (1971-1975)[7]
- Tommy Rowe (1975-1981)[7][6]
- Randy Miller (1981)[6]
- David McGill (1981)[6]
- Wayne Mitchell (1981-1982)[6]

- Steve French (1982-2014)[6][3][4][5]
- Andy Stringfield (2014)[5]
- Brian Alvey (2015-2016)[5]

Baixo
- Raymond Parker (1971-1974)[7]
- Duane Wyrick (1974-1982)[7][6]
- Jeff Crisp (1982)[6]

- Eric Hawkins (1982-1985)[6]
- Jody Medford (1986-1987)[6]
- Bob Caldwell (1987-1991)[6][3]
- Eric Bennett (1991-2002)[3][4]

Pianista
- Gary Bilyeu (1971-1982)[7][6]

- Randall Hunley (1982-1992)[6][3]
- Jamie Graves (1992-1999)[3]
- Jeff Stice (1999-2002)[3][4]
- Adam Harman (2002-2007)[4]
- Joseph Cox (2007)[4]

Guitarrista
- Tom Bailey (1972-1973)[7]
- Larry Hutson (1974-1982)[7][6]
- Brian Alvey (2015-2016)[5]

Violonista
- Dale McPherson (1979-1980)[7][6]
- Ronald Ward (1980-1982)[6]

Contrabaixista
- Gary Arnold (1971)[7]
- Steve Gouge (1971-1982)[7][6]

Baterista
- Jim Ford (1971-1982)[7][6]
- George Beeler (1982-1983)[6]
- David Hoskins (1983-1984)[6]

- Rich Wilson (1984-1988)[6]
- Stephen Arant (1988-1990)[6][3]

## Formações
1ª Formação - 1971
- Patty Wilson (Contralto)
- Jim Bluford (1º Tenor)
- Gene McKinney (2º Tenor)
- Raymond Parker (Baixo)
- Gary Bilyeu (Pianista)

2ª Formação - 1971
- Jim Bluford (1º Tenor)
- Gene McKinney (2º Tenor)
- Mike Shuemaker (Barítono)
- Raymond Parker (Baixo)
- Gary Bilyeu (Pianista)
- Gary Arnold (Contrabaixista)
- Jim Ford (Baterista)

3ª Formação - 1971
- Jim Bluford (1º Tenor)
- Gene McKinney (2º Tenor)
- Mike Shuemaker (Barítono
- Raymond Parker (Baixo)
- Gary Bilyeu (Pianista)
- Steve Gouge (Contrabaixista)
- Jim Ford (Baterista)

4ª Formação - 1972-1973
- Jim Bluford (1º Tenor)
- Gene McKinney (2º Tenor)
- Mike Shuemaker (Barítono)
- Raymond Parker (Baixo)
- Gary Bilyeu (Pianista)
- Tom Bailey (Guitarrista)
- Steve Gouge (Contrabaixista)
- Jim Ford (Baterista)

5ª Formação - 1974
- Jim Bluford (1º Tenor)
- Gene McKinney (2º Tenor)
- Mike Shuemaker (Barítono)
- Raymond Parker (Baixo)
- Gary Bilyeu (Pianista)
- Larry Hutson (Guitarrista)
- Steve Gouge (Contrabaixista)
- Jim Ford (Baterista)

6ª Formação - 1974-1975
- Johnny Trott (1º Tenor)
- Gene McKinney (2º Tenor)
- Mike Shuemaker (Barítono)
- Duane Wyrick (Baixo)
- Gary Bilyeu (Pianista)
- Larry Hutson (Guitarrista)
- Steve Gouge (Contrabaixista)
- Jim Ford (Baterista)

7ª Formação - 1975
- Mark Nipper (1º Tenor)
- Gene McKinney (2º Tenor)
- Tommy Rowe (Barítono)
- Duane Wyrick (Baixo)
- Gary Bilyeu (Pianista)
- Larry Hutson (Guitarrista)
- Steve Gouge (Contrabaixista)
- Jim Ford (Baterista)

8ª Formação - 1975-1979
- Buddy Mulkey (1º Tenor)
- Gene McKinney (2º Tenor)
- Tommy Rowe (Barítono)
- Duane Wyrick (Baixo)
- Gary Bilyeu (Pianista)
- Larry Hutson (Guitarrista)
- Steve Gouge (Contrabaixista)
- Jim Ford (Baterista)

9ª Formação - 1979-1980
- Buddy Mulkey (1º Tenor)
- Gene McKinney (2º Tenor)
- Tommy Rowe (Barítono)
- Duane Wyrick (Baixo)
- Gary Bilyeu (Pianista)
- Larry Hutson (Guitarrista)
- Dale McPherson (Violonista)
- Steve Gouge (Contrabaixista)
- Jim Ford (Baterista)

10ª Formação - 1980-1981
- Buddy Mulkey (1º Tenor)
- Gene McKinney (2º Tenor)
- Tommy Rowe (Barítono)
- Duane Wyrick (Baixo)
- Gary Bilyeu (Pianista)
- Larry Hutson (Guitarrista)
- Ronald Ward (Violonista)
- Steve Gouge (Contrabaixista)
- Jim Ford (Baterista)

11ª Formação - 1981
- Buddy Mulkey (1º Tenor)
- Gene McKinney (2º Tenor)
- Randy Miller (Barítono)
- Duane Wyrick (Baixo)
- Gary Bilyeu (Pianista)
- Larry Hutson (Guitarrista)
- Ronald Ward (Violonista)
- Steve Gouge (Contrabaixista)
- Jim Ford (Baterista)

12ª Formação - 1981
- Buddy Mulkey (1º Tenor)
- Gene McKinney (2º Tenor)
- David McGill (Barítono)
- Duane Wyrick (Baixo)
- Gary Bilyeu (Pianista)
- Larry Hutson (Guitarrista)
- Ronald Ward (Violonista)
- Steve Gouge (Contrabaixista)
- Jim Ford (Baterista)

13ª Formação - 1981-1982
- Buddy Mulkey (1º Tenor)
- Gene McKinney (2º Tenor)
- Wayne Mitchell (Barítono)
- Duane Wyrick (Baixo)
- Gary Bilyeu (Pianista)
- Larry Hutson (Guitarrista)
- Ronald Ward (Violonista)
- Steve Gouge (Contrabaixista)
- Jim Ford (Baterista)

14ª Formação - 1982
- Buddy Mulkey (1º Tenor)
- Gene McKinney (2º Tenor)
- Wayne Mitchell (Barítono)
- Jeff Crisp (Baixo)
- Gary Bilyeu (Pianista)
- Larry Hutson (Guitarrista)
- Ronald Ward (Violonista)
- Steve Gouge (Contrabaixista)
- Jim Ford (Baterista)

15ª Formação - 1982-1983
- Wayne Mitchell (1º Tenor)
- David McGill (2º Tenor)
- Steve French (Barítono)
- Eric Hawkins (Baixo)
- Randall Hunley (Pianista)
- Kreis French (Contrabaixista)
- George Beeler (Baterista)

16ª Formação - 1983-1984
- Wayne Mitchell (1º Tenor)
- David McGill (2º Tenor)
- Steve French (Barítono)
- Eric Hawkins (Baixo)
- Randall Hunley (Pianista)
- Kreis French (Contrabaixista)
- George Beeler (Baterista)

17ª Formação - 1984-1985
- Wayne Mitchell (1º Tenor)
- David McGill (2º Tenor)
- Steve French (Barítono)
- Eric Hawkins (Baixo)
- Randall Hunley (Pianista)
- Kreis French (Contrabaixista)
- Rich Wilson (Baterista)

18ª Formação - 1986-1987
- Wayne Mitchell (1º Tenor)
- David McGill (2º Tenor)
- Steve French (Barítono)
- Jody Medford (Baixo)
- Randall Hunley (Pianista)
- Kreis French (Contrabaixista)
- Rich Wilson (Baterista)

19ª Formação - 1987
- Rick Strickland (1º Tenor)
- David McGill (2º Tenor)
- Steve French (Barítono)
- Jody Medford (Baixo)
- Randall Hunley (Pianista)
- Kreis French (Contrabaixista)
- Rich Wilson (Baterista)

20ª Formação - 1987-1988
- Rick Strickland (1º Tenor)
- David McGill (2º Tenor)
- Steve French (Barítono)
- Bob Caldwell (Baixo)
- Randall Hunley (Pianista)
- Kreis French (Contrabaixista)
- Rich Wilson (Baterista)

21ª Formação - 1988-1989
- Rick Strickland (1º Tenor)
- David McGill (2º Tenor)
- Steve French (Barítono)
- Bob Caldwell (Baixo)
- Randall Hunley (Pianista)
- Kreis French (Contrabaixista)
- Stephen Arant (Baterista)

22ª Formação - 1989-1990
- Rick Strickland (1º Tenor)
- Clayton Inman (2º Tenor)
- Steve French (Barítono)
- Bob Caldwell (Baixo)
- Randall Hunley (Pianista)
- Kreis French (Contrabaixista)
- Stephen Arant (Baterista)

23ª Formação - 1990-1991
- Rick Strickland (1º Tenor)
- Clayton Inman (2º Tenor)
- Steve French (Barítono)
- Bob Caldwell (Baixo)
- Randall Hunley (Pianista)
- Kreis French (Contrabaixista)
- Dennis Murphy (Baterista)

24ª Formação - 1991-1992
- Rick Strickland (1º Tenor)
- Clayton Inman (2º Tenor)
- Steve French (Barítono)
- Eric Bennett (Baixo)
- Randall Hunley (Pianista)
- Kreis French (Contrabaixista)
- Dennis Murphy (Baterista)

25ª Formação - 1992
- Rick Strickland (1º Tenor)
- Clayton Inman (2º Tenor)
- Steve French (Barítono)
- Eric Bennett (Baixo)
- Jamie Graves (Pianista)
- Kreis French (Contrabaixista)
- Dennis Murphy (Baterista)

26ª Formação - 1993-1994
- David Walker (1º Tenor)
- Clayton Inman (2º Tenor)
- Steve French (Barítono)
- Eric Bennett (Baixo)
- Jamie Graves (Pianista)
- Kreis French (Contrabaixista)
- Dennis Murphy (Baterista)

27ª Formação - 1994-1995
- David Sutton (1º Tenor)
- Steve Lacey (2º Tenor)
- Steve French (Barítono)
- Eric Bennett (Baixo)
- Jamie Graves (Pianista)
- Kreis French (Contrabaixista)
- Dennis Murphy (Baterista)

28ª Formação - 1995-1999
- David Sutton (1º Tenor)
- Arthur Rice (2º Tenor)
- Steve French (Barítono)
- Eric Bennett (Baixo)
- Jamie Graves (Pianista)
- Kreis French (Contrabaixista)
- Dennis Murphy (Baterista)

29ª Formação - 1999-2002
- David Sutton (1º Tenor)
- Arthur Rice (2º Tenor)
- Steve French (Barítono)
- Eric Bennett (Baixo)
- Jeff Stice (Pianista)
- Kreis French (Contrabaixista)
- Dennis Murphy (Baterista)

30ª Formação - 2002-2005
- Jodi Hosterman (1º Tenor)
- Arthur Rice (2º Tenor)
- Steve French (Barítono)
- Jeff Chapman (Baixo)
- Adam Harman (Pianista)
- Kreis French (Contrabaixista)
- Dennis Murphy (Baterista)

31ª Formação - 2005-2007
- Billy Hodges (1º Tenor)
- Arthur Rice (2º Tenor)
- Steve French (Barítono)
- Jeff Chapman (Baixo)
- Adam Harman (Pianista)
- Kreis French (Contrabaixista)
- Dennis Murphy (Baterista)

32ª Formação - 2007
- Billy Hodges (1º Tenor)
- Arthur Rice (2º Tenor)
- Steve French (Barítono)
- Jeff Chapman (Baixo)
- Joseph Cox (Pianista)
- Kreis French (Contrabaixista)
- Dennis Murphy (Baterista)

33ª Formação - 2007-2011
- Billy Hodges (1º Tenor)
- Arthur Rice (2º Tenor)
- Steve French (Barítono)
- Jeff Chapman (Baixo)
- Andy Stringfield (Pianista)
- Kreis French (Contrabaixista)
- Dennis Murphy (Baterista)

34ª Formação - 2011-2014
- Jerry Martin (1º Tenor)
- Arthur Rice (2º Tenor)
- Steve French (Barítono)
- Jeff Chapman (Baixo)
- Andy Stringfield (Pianista)
- Kreis French (Contrabaixista)
- Dennis Murphy (Baterista)

35ª Formação - 2014
- Jerry Martin (1º Tenor)
- Arthur Rice (2º Tenor)
- Andy Stringfield (Barítono)
- Jeff Chapman (Baixo)
- Andy Stringfield (Pianista)
- Kreis French (Contrabaixista)
- Dennis Murphy (Baterista)

36ª Formação - 2015-2016
- Jerry Martin (1º Tenor)
- Arthur Rice (2º Tenor)
- Brian Alvey (Barítono)
- Jeff Chapman (Baixo)
- Andy Stringfield (Pianista)
- Brian Alvey (Guitarrista)
- Kreis French (Contrabaixista)
- Dennis Murphy (Baterista)

37ª Formação - 2016-2021
- Jerry Martin (1º Tenor)
- Arthur Rice (2º Tenor)
- Loren Harris (Barítono)
- Jeff Chapman (Baixo)
- Andy Stringfield (Pianista)
- Kreis French (Contrabaixista)
- Dennis Murphy (Baterista)

38ª Formação - 2016-Presente
- Jacob Ellison (1º Tenor)
- Arthur Rice (2º Tenor)
- Loren Harris (Barítono)
- Jeff Chapman (Baixo)
- Andy Stringfield (Pianista)
- Kreis French (Contrabaixista)
- Dennis Murphy (Baterista)